# Tempo (Exo)
Tempo è un singolo del gruppo sudcoreano EXO, pubblicato il 2 novembre 2018 come estratto dal sesto album in studio Don't Mess Up My Tempo.

## Classifiche

### Classifiche settimanali
| Classifica (2017) | Posizione massima |
| ----------------- | ----------------- |
| Corea del Sud     | 4                 |
| Malaysia          | 2                 |
| Singapore         | 11                |

### Classifiche di fine anno
| Classifica (2019) | Posizione massima |
| ----------------- | ----------------- |
| Corea del Sud     | 101               |

## Riconoscimenti
- Circle Chart Music Award
  - 2019 – Candidatura Song of the Year – novembre[6]
- Annual Soompi Award
  - 2019 – Song of the Year[7]
- MTV Video Music Award
  - 2019 – Candidatura Best K-pop[8]

### Premi dei programmi musicali
- Music Bank
  - 9 novembre 2018
  - 16 novembre 2018
  - 4 gennaio 2019